# Vestpynten fyr

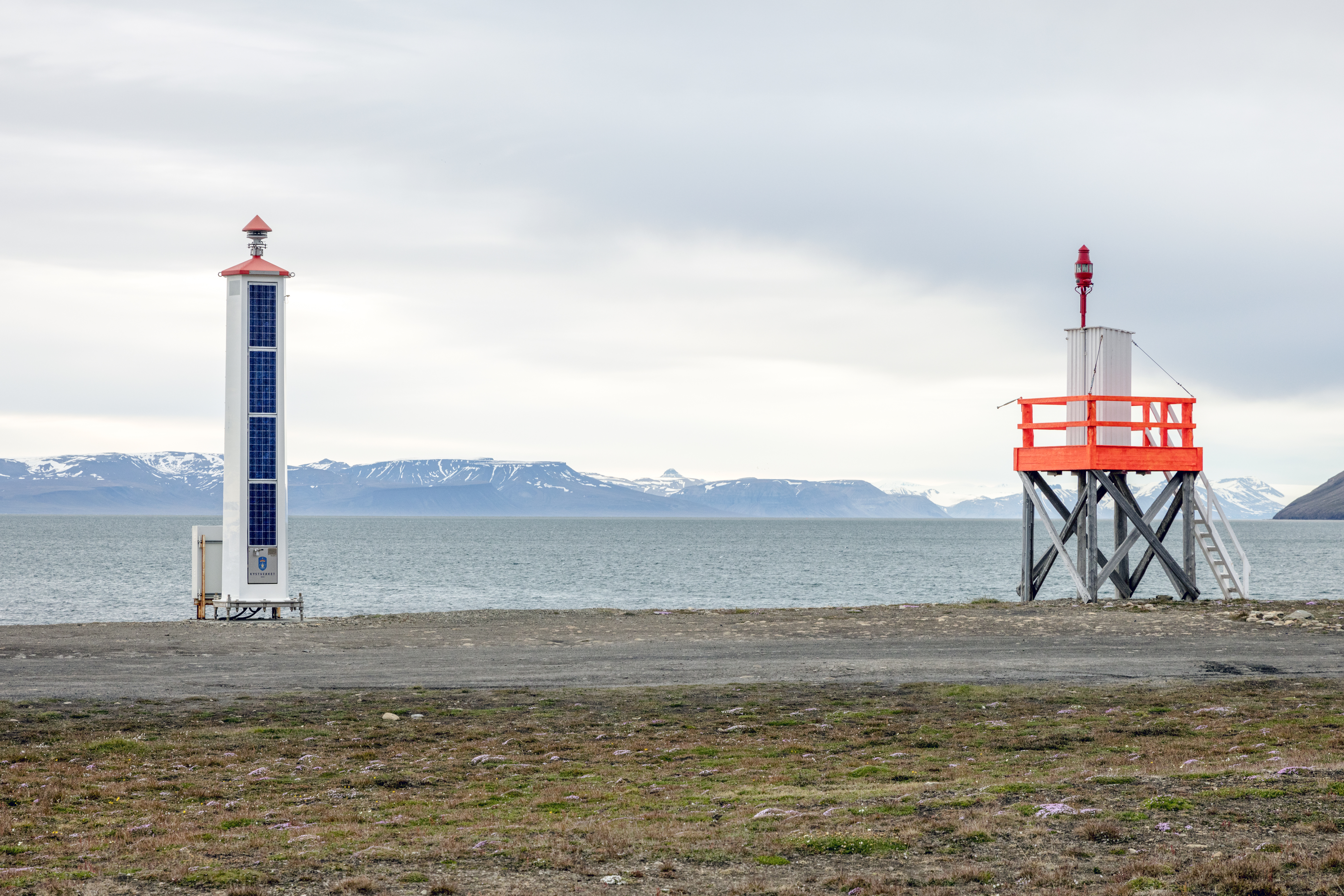
Vestpynten

Vestpynten fyr, senare Vestpynten fyrlykt, är ett fyrtorn på Vestpynten på Hotellneset vid Isfjorden på Spetsbergen i Svalbard. Fyren ligger fem kilometer nordväst om Longyearbyen och byggdes 1933 som världens nordligsta fyr. Den uppfördes, liksom Isfjord fyr, 1933 av Norges Svalbard- og Ishavsundersøkelser.
Först sattes ett enkelt fyrtorn upp, vilket så småningom installerades i en svart stålbalkskonstruktion. Dagens hexagonala och slanka ståltorn sattes upp av Kystverket.
Fyren är ett kulturminne (nummer 136724).